# Franco Peidon
Franco Gastón Peidon (* 22. Juni 2000) ist ein argentinischer Mittelstreckenläufer, der sich auf die 800-Meter-Distanz spezialisiert hat.

## Sportliche Laufbahn
Erste Erfahrungen bei internationalen Meisterschaften sammelte Franco Peidon im Jahr 2025, als er bei den Südamerikameisterschaften in Mar del Plata in 1:51,53 min den fünften Platz über 800 Meter belegte. 
In den Jahren 2024 und 2025 wurde Peidon argentinischer Meister im 800-Meter-Lauf.

## Persönliche Bestzeiten
- 800 Meter: 1:49,59 min, 15. Oktober 2023 in Buenos Aires